# Murexia
Murexia is een geslacht van echte roofbuideldieren, waarvan de soorten voorkomen in de bossen van Nieuw-Guinea en op het nabijgelegen eiland Japen. De wetenschappelijke naam van het geslacht werd in 1937 gepubliceerd door Tate & Archbold.

## Taxonomie
In 2002 werd het geslacht door S. Van Dyck opgesplitst in twee monotypische geslachten toen hij Murexia rothschildi in het nieuw beschreven geslacht Paramurexia plaatste. Echter, uit diverse publicaties van fylogenetisch onderzoek bleek dat de soorten uit dit geslacht én de soorten uit de in 2002 door Van Dyck beschreven monotypische geslachten Micromurexia, Murexechinus en Phascomurexia in het geslacht Murexia thuishoren.

## Soorten
Dit geslacht omvat de volgende soorten:
- Murexia habbema (Tate & Archbold, 1941)
- Murexia longicaudata (Schlegel, 1866)
- Murexia melanura (Thomas, 1899)
- Murexia naso (Jentink, 1911)
- Murexia rothschildi Tate, 1938